# Бельканто (роман)
Белька́нто (итал. bel canto — «красивое пение») — четвёртый роман американской писательницы Энн Пэтчетт, опубликованный в 2001 году издательством Perennial. Был удостоен премий "ПЕН/Фолкнер" и "Оранж". Роман адаптировали для оперы, премьера которой состоялась в декабре 2015 года. На русском языке роман впервые вышел под названием "Заложники" в 2003-м году, а в 2018-м был переиздан издательством "Синдбад" уже под оригинальным названием.
Также в 2018-м году режиссёр Пол Вайц взялся за экранизацию "Бельканто". Главную роль в фильме исполнила актриса Джулианна Мур. В 2019-м роман "Бельканто" вошёл в длинный список литературной премии "Ясная поляна" в номинации "Иностранная литература".

## Сюжет
В одной из стран Южной Америки, в особняке вице-президента, проходит пышный прием в честь дня рождения влиятельного японского бизнесмена господина Хосокавы. Высокопоставленные гости со всего мира завороженно слушают специально приглашённую звезду – легендарную оперную певицу Роксану Косс. Внезапно в зале гаснет свет. В дом врываются вооружённые террористы и захватывают в заложники и певицу, и её слушателей.
История, которая начинается с всеобщего ужаса перед лицом кажущейся неминуемой гибели, постепенно переходит в нечто совсем другое. В историю о красоте и искусстве. В историю о том, как между говорящими на разных языках незнакомыми людьми и даже между бандитами и их пленниками зарождаются взаимопонимание, дружба и… любовь. Ни террористы, ни заложники больше не хотят думать о смертельной опасности. Но она грозит и тем и другим.
Роман "Бельканто" основан на реальных событиях. В 1996-м году в столице Перу Лиме участники революционного движения им. Тупака Амару захватили официальную резиденцию посла Японии в Перу и взяли в заложники 490 человек, среди которых были высокопоставленные дипломаты, правительственные и военные чиновники.
1.  Певческий удар. Коммерсантъ (15 сентября 2018).
2. «У меня нет Kindle, у меня есть книжный магазин». Горький (14 сентября 2018).